# Pigeon Forge
Pigeon Forge – miasto w Stanach Zjednoczonych, w stanie Tennessee, w hrabstwie Sevier.